# Christinus alexanderi
Christinus alexanderi — вид геконоподібних ящірок родини геконових (Gekkonidae). Ендемік Австралії.

## Поширення і екологія
Christinus alexanderi мешкають на рівнині Налларбор від південно-східної Західної Австралії до південно-західної Південної Австралії. Вони живуть в ченоподових чагарниках, що ростуть на вапнякових ґрунтах.